# Alef

Alef fenicki

Alef (א) – pierwsza litera alfabetów semickich, między innymi fenickiego, aramejskiego, arabskiego, hebrajskiego i syryjskiego, odpowiadająca liczbie 1.

## Alef w języku hebrajskim

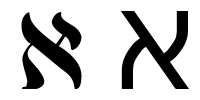
Hebrajski alef w kroju pisma nowoczesnym bezszeryfowym (z prawej) i tradycyjnym (z lewej)

Pierwotny piktogram, od którego pochodzi hebrajska litera alef przedstawiał głowę byka. W nowoczesnym języku hebrajskim dźwiękiem litery alef jest zwarcie krtaniowe, na przykład w słowie ראה [ra'a] (= widział/zobaczył); alef może także być niemy, na przykład w słowie ראש [rosz] (= głowa, kierownik), gdzie alef traci wartość spółgłoskową i tylko „nosi” samogłoskę o.
W mistycznych nurtach judaizmu graficzna forma alef symbolizuje nieskończoność oraz Boga, a także jedność. Uważa się, że litera ta składa się z dwóch judów (י, w gematrii mającego wartość 10) i z wawa (ו, 6) – ich dodana wartość numeryczna jest taka sama, jak wyrazu Bóg (jud-he-waw-he, יהוה, Jahwe). 26. gematria utrzymuje, że stanowi to dowód na jedność Boga. 
W midraszu alef jest chwalony za skromność: mimo że jest pierwszą literą alfabetu, nie nalega, by zacząć Tanach (hebrajska nazwa Starego Testamentu, który rozpoczyna się drugą literą, bet). Alef zaczyna jednak Dekalog, wraz ze słowem Anochi.

## Alef w matematyce
Symbol ℵ wykorzystywany jest do oznaczania liczb kardynalnych reprezentujących moce zbiorów nieskończonych (zobacz: skala alefów).